# Damiano Cunego
Damiano Cunego (Cerro Veronese, Verona, 19 de setembro de 1981) é um ciclista italiano conhecido por ser um excelente trepador, que se destaca nas provas por etapas e nas clássicas de um dia, especialmente acidentadas.

## Biografia
Cunego ficou conhecido mundialmente,quando em 1999 ganhou o campeonato do Mundo de ciclismo na categoria de Juniores,disputado em Verona.
Tornou-se profissional em 2002 na equipa Saeco e ganhou algumas clássicas disputadas em Itália de pequena importância,mas em 2003 começou a afirmar-se como corredor de provas por etapas,ganhando o Tour de Qinghai Lake.
2004 foi um ano de sonho para o jovem ciclista italiano, ganhando 2 etapas no Giro del Trentino e a geral, deixando boas indicações para um bom Giro d'Italia. Tal concretizou-se, vencendo 4 etapas e a geral final. O mais surpreendente foi que Cunego partia para o Giro como ajudante do seu líder Gilberto Simoni, que se classificou no 3ºlugar final da geral nesse mesmo ano.
Ainda em 2004, ganhou o Memorial Marco Pantani e o mítico Giro di Lombardia, uma das clássicas mais antigas e respeitadas do Mundo.
Na actualidade Cunego continua a ser um dos melhores ciclistas do pelotão inernacional, ganhou a camisola branca no Tour de France em 2006, derrotando no contra-relógio final o alemão Markus Fothen e classificou-se no 4ºlugar na geral final do Giro d'Italia. Agora está passando uma fase menos boa mas certamente que irá recuperar.
Em 2007, venceu novamente o Giro Del Trentino e classificou-se no 5ºlugar da geral final do Giro d'Italia,que foi vencido pelo ciclista italiano Danilo Di Luca.